# Marco Giovannetti
Marco Giovannetti (nascido em 4 de abril de 1962) foi um ex-ciclista italiano que competia em provas de estrada.
Competiu profissionalmente durante as décadas de 80 e 90 do século XX.
Nos Jogos Olímpicos de 1984 em Los Angeles, Giovannetti foi o vencedor e recebeu a medalha de ouro na prova dos 100 km contrarrelógio por equipes, juntamente com Claudio Vandelli, Marcello Bartalini e Eros Poli.
Foi o grande vencedor da edição de 1990 da Volta à Espanha.